# العلاقات التوفالية اللاوسية
العلاقات التوفالية اللاوسية هي العلاقات الثنائية التي تجمع بين توفالو ولاوس.

## مقارنة بين البلدين
هذه مقارنة عامة ومرجعية للدولتين:
| وجه المقارنة                                              | توفالو                         | لاوس        |
| --------------------------------------------------------- | ------------------------------ | ----------- |
| المساحة (كم2)                                             | 26                             | 236.80 ألف  |
| عدد السكان (نسمة)                                         | 11.19 ألف                      | 6.86 مليون  |
| الكثافة السكانية (ن./كم²)                                 | 43.04 ألف                      | 28.97       |
| العاصمة                                                   | فونافوتي                       | فيينتيان    |
| اللغة الرسمية                                             | اللغة التوفالوية، لغة إنجليزية | اللغة اللاو |
| العملة                                                    | دولار توفالو                   | كيب لاوي    |
| الناتج المحلي الإجمالي (بليون دولار)                      | 39.73 مليون                    | 16.85 مليار |
| الناتج المحلي الإجمالي (تعادل القوة الشرائية) بليون دولار | 38.93 مليون                    | 38.71 مليار |
| الناتج المحلي الإجمالي الاسمي للفرد دولار أمريكي          | 3.29 ألف                       | 1.82 ألف    |
| الناتج المحلي الإجمالي للفرد دولار أمريكي                 | 3.77 ألف                       |             |
| مؤشر التنمية البشرية                                      |                                | 0.575       |
| رمز المكالمات الدولي                                      | +688                           | +856        |
| رمز الإنترنت                                              | .tv                            | .la         |
| المنطقة الزمنية                                           | ت ع م+12:00                    | ت ع م+07:00 |

## منظمات دولية مشتركة
يشترك البلدان في عضوية مجموعة من المنظمات الدولية، منها:
| علم المنظمة | اسم المنظمة                   | تاريخ انضمام توفالو | تاريخ انضمام لاوس |
| ----------- | ----------------------------- | ------------------- | ----------------- |
|             | بنك التنمية الآسيوي           | 1993                | 1966              |
|             | مؤسسة التنمية الدولية         | 24 يونيو 2010       | 28 أكتوبر 1963    |
|             | يونسكو                        | 21 أكتوبر 1991      | 9 يوليو 1951      |
|             | منظمة حظر الأسلحة الكيميائية  | ?                   | ?                 |
|             | الأمم المتحدة                 | 5 سبتمبر 2000       | 14 ديسمبر 1955    |
|             | البنك الدولي للإنشاء والتعمير | 24 يونيو 2010       | 5 يوليو 1961      |

## وصلات خارجية
- موقع وزارة الخارجية اللاوسية